# Challenger Banque Nationale de Granby 2019
Der Challenger Banque Nationale de Granby 2019 war ein Tennisturnier der ATP Challenger Tour 2019 für Herren und ein Tennisturnier der ITF Women’s World Tennis Tour 2019 für Damen in Granby. Sie fanden zeitgleich vom 22. bis 28. Juli 2019 statt.